# 1906년 중간 올림픽 육상 남자 제자리높이뛰기
1906년 중간 올림픽 육상 남자 제자리높이뛰기는 그리스 아테네에서 개최된 1906년 중간 올림픽 육상의 세부 종목이다. 1906년 5월 1일에 진행되었고 6개국에서 10명의 선수가 참가하였다.

## 경기장
| 도시   | 경기장              | 원어명             | 로마자               | 비고    |
| ------ | ------------------- | ------------------ | -------------------- | ------- |
| 아테네 | 파나티나이코 경기장 | Παναθηναϊκό στάδιο | Panathinaiko Stadium | 전 경기 |

## 경기 결과
| 순위 | 선수                            | 기록  | 비고 |
| ---- | ------------------------------- | ----- | ---- |
| 1    | 레이 유리 (USA)                 | 1.560 |      |
| 2    | 마틴 셰리던 (USA)               | 1.400 |      |
| 2    | 레옹 뒤퐁 (BEL)                 | 1.400 |      |
| 2    | 로선 로버트슨 (USA)             | 1.400 |      |
| 5    | 괸치 러요시 (HUN)               | 1.350 |      |
| 6    | 코스타스 트시클리티라스 (GRE)   | 1.300 |      |
| 7    | 테미스토클리스 디아키디스 (GRE) | 1.250 |      |
| 7    | 파울 바인스타인 (GER)           | 1.250 |      |
| 9    | 세게디 게저 (HUN)               | 1.125 |      |
| 9    | 구스타프 크로이어 (AUT)         | 1.125 |      |
| -    | 테오도르 셰이들 (AUT)           | DSQ   | 실격 |

## 메달리스트
| 금               | 은                   | 동   |
| 레이 유리 · 미국 | 레옹 뒤퐁 · 벨기에   | 없음 |
| 레이 유리 · 미국 | 로선 로버트슨 · 미국 | 없음 |
| 레이 유리 · 미국 | 마틴 셰리던 · 미국   | 없음 |

## 참고 자료
- (영어) “Athletics at the 1906 Athina Summer Games: Men's Standing High Jump”. sports-reference.com. 2014년 5월 8일에 원본 문서에서 보존된 문서. 2010년 12월 31일에 확인함.
- (영어) De Wael, Herman. “Herman's Full Olympians: "Athletics 1906".”. 2016년 3월 5일에 원본 문서에서 보존된 문서. 2018년 11월 28일에 확인함.